# Nementchatherium
Il nementchaterio (gen. Nementchatherium) è un mammifero estinto appartenente ai macroscelidi. Visse tra l'Eocene medio e superiore (circa 45 - 35 milioni di anni fa) e i suoi resti fossili sono stati ritrovati in Africa.

## Descrizione
Questo animale è noto solo per scarsi resti fossili, ma è probabile che fosse vagamente simile a un sengi attuale. Il grado di molarizzazione del quarto premolare inferiore era intermedio tra quello del più arcaico Chambius e quello del più derivato Herodotius. Rispetto a Chambius, Nementchatherium possedeva un quarto premolare superiore con una postprotocrista unita al cingulum distale e i molari superiori 1 e 2 privi di conuli e di postprotocrista. Rispetto all'assai simile Herodotius, Nementchatherium era più piccolo e possedeva i primi due molari superiori con un ipocono di dimensioni maggiori e una centrocrista più alta. 

## Classificazione
Nementchatherium è un rappresentante arcaico dei macroscelidi, o sengi, ed è classificato nell'antica famiglia degli Herodotiidae, esclusiva del Paleogene. 
La specie tipo, Nementchatherium senarhense, venne descritta per la prima volta nel 2001, sulla base di resti dentari ritrovati nella zona di Bir El Ater in Algeria, in terreni risalenti all'Eocene medio/superiore. Un'altra specie, N. rathbuni, è stata descritta nel 2012 sulla base di fossili rinvenuti in terreni coevi nella zona di Dur At-Talah, in Libia.